# 伝奇ロマン
伝奇ロマン（でんき-）は、SF系およびファンタジー系フィクションのジャンルに含まれる細目のひとつ。「伝奇SF」とも呼ばれる。また「伝奇アクション」や「伝奇バイオレンス」など作品の傾向にあわせて変化するケースも見られるが、それらのすべてがジャンルとして明確に細分化されている訳ではない。

## 概要
当ジャンルの確立には、当該分野で多くの作品を著しており、それらが「伝奇ロマン」と括られる事を認めていた小説家・半村良の功績が大きい。
なお、伝奇ロマンという言い方は、『SFマガジン』編集長であった森優（南山宏）の発案である。祥伝社で半村作品などを担当していた編集者の伊賀弘三良は「伝奇推理」と表現していた。
伝奇ロマンは日本におけるジャンル区分であるため、海外においては類する作品はホラーやダークファンタジーに区分される。吸血鬼伝説を基にした古典的名作『吸血鬼ドラキュラ』や、20世紀前半に成立した「クトゥルー神話体系」等も多分に伝奇ロマン的要素を含んでいる。

## 主な作品

### 江戸後期
- 『南総里見八犬伝』曲亭馬琴

### 1920年代
- 『神州纐纈城』国枝史郎

### 1930年代
- 『髑髏検校』横溝正史

### 1960年代
- 『魔界転生』山田風太郎

### 1970年代
- 『石の血脈』半村良
- 『ウルフガイ』 平井和正
- 『カムイの剣』矢野徹

### 1980年代
- 『帝都物語』荒俣宏

- 『ヴァンパイヤー戦争』笠井潔
- 『吸血鬼ハンターD』菊地秀行
- サイコダイバー・シリーズ 夢枕獏
- 『魔界水滸伝』栗本薫
- 『創竜伝』田中芳樹
- 『宇宙皇子』藤川桂介
- 『大帝の剣』夢枕獏